# 検察庁 (インドネシア)
検察庁（けんさつちょう、尼: Kejaksaan Republik Indonesia）は、インドネシアの行政機関のひとつ。

## 解説
インドネシアで検察を行うことを許可された政府機関である。 法律で規定されている特定の事項については、他の義務と権限がある。

## 構造
- 検察庁
- 地方検察庁

## 参照
1. ↑  PENGERTIAN KEJAKSAAN